# Молокін Олександр Георгійович
Моло́кін Олекса́ндр Гео́ргійович 12 (24) серпня 1880, м. Вільнюс — 23 січня 1951, м. Харків) — архітектор, викладач.

## Біографія
Олександр Георгійович Молокін народився в родині вихідця із селян художника-живописця Г. Молокіна, котрий був родом із с. Упірвичи Тверської губернії. Олександр закінчив Вільнюське Реальне училище.
1898 р. — О. Г. Молокін вступив до Інституту Інженерів Шляхів Сполучення у Петербурзі, але, провчившись два роки, залишив його.
За конкурсом був зачислений на перший курс Петербурзького Інституту цивільних інженерів. Одночасно працював помічником архітектора, виконував і самостійні проекти. Наприклад, під його керівництвом було побудовано Земську управу в м. Зарайськ.
1910 р. — з відзнакою закінчив інститут. Ім'я О. Г. Молокіна було занесене на мармурову дошку. Був зарахований асистентом і викладав Будівельне мистецтво, практикуючи як архітектор.
1913 р. — О. Г. Молокін зі своєю родиною переїхав до Харкова, щоб взяти участь у будівництві Селянського поземельного банку.
1914 р. — Молокін за конкурсом обіймає одночасно дві посади: міського архітектора і викладача архітектури у Харківському Технологічному інституті.
1917 р. — отримав звання доцента.
1921 р. — отримав звання професора, за станом здоров'я залишив посаду міського архітектора.
1923 р. — завідувач кафедрою спеціальної архітектури в ХТІ.
1923—1929 рр. — професор цивільної архітектури в ХТІ.
1926—1929 рр. — науковий співробітник науково-дослідної кафедри інженерно-будівельних наук при ХТІ.
1930 р. — створено Харківський інженерно-будівельний інститут, в котрому О. Г. Молокін очолив кафедру. До кінця життя він керував кафедрою, кілька років був деканом архітектурного факультету, готував аспірантів.
1935 р. — О. Г. Молокіна затверджено науковим кореспондентом колишньої Академії архітектури СРСР.
1936 р. — обраний почесним членом-кореспондентом Королівського товариства Британських архітекторів.
1944 р. — за активну участь у відновленні зруйнованого Харкова був нагороджений орденом «Знак Пошани».
Протягом усього життя Молокін вів активну наукову і громадську діяльність, неодноразово обирався до складу Правлінь Союзу архітекторів СРСР, написав велику кількість статей і доповідей з питань архітектури.
Олександр Георгійович Молокін помер 23 січня 1951 р., похований на 2-му міському кладовищі м. Харкова.

## Творчість
Будинкам, спорудженим за проектами Молокіна О. Г. в Харкові, присвоєно статус пам'яток архітектури Харкова.
- 1914 р. — Селянський поземельний банк по вул. Єпархіальній (нині вул. Алчевських, 29). Охоронний № 178. Нині навчальний корпус ХНПУ ім. Г. С. Сковороди.
- 1925—1927 рр. — будинок «Держстраху» по вул. Сумській, 40. Охоронний № 2. Нині навчальний корпус ХНУБА. У співавторстві з Іконніковим Р. Д., Лимарем Є. О.
- 1928—1930 рр. — комплекс гуртожитків (Студентське містечко «Гігант») по вул. Григорія Сковороди, 79. Охоронний № 14. У співавторстві з Іконніковим Р. Д.
- 1928—1930 рр. — рентгенакадемія по вул. Григорія Сковороди, 82. Охоронний № 16. У співавторстві з Естровичем В. А.

Крім того, Молокіним спроектований ряд цивільних споруд в Луганську, Тирасполі, Шепетівці, Ташкенті.